# Vytegra
Pour les articles homonymes, voir Vytegra (homonymie).
Vytegra (en russe : Вытегра) est une ville de l'oblast de Vologda, en Russie, et le centre administratif du raïon de Vytegra. Elle compte 10 232 habitants en 2017.

## Géographie
Vytegra est située sur les bords de la rivière Vytegra, à 276 km au nord-ouest de Vologda.

## Histoire
Le village de Vytegra est connu depuis 1710 : il s'appelait alors Vyangui (Вянги) et se trouvait au point de confluence des rivières Vytegra et Vyangui. En 1773, il reçut le statut de ville et le nom de Vytegra.

## Population
Recensements (*) ou estimations de la population :
| 1825  | 1840  | 1856  | 1897* | 1913  | 1917  |
| ----- | ----- | ----- | ----- | ----- | ----- |
| 2 130 | 1 982 | 2 467 | 4 502 | 5 900 | 4 953 |

| 1923* | 1926* | 1939* | 1959*  | 1970*  | 1979*  |
| ----- | ----- | ----- | ------ | ------ | ------ |
| 4 472 | 5 089 | 7 400 | 11 340 | 11 729 | 12 025 |

| 1989*  | 2002*  | 2010*  | 2012   | 2013   | 2014   |
| ------ | ------ | ------ | ------ | ------ | ------ |
| 12 905 | 11 400 | 10 488 | 10 427 | 10 346 | 10 308 |

| 2015   | 2016   | 2017   | - | - | - |
| ------ | ------ | ------ | - | - | - |
| 10 274 | 10 192 | 10 232 | - | - | - |

## Économie
L'économie de Vytegra comprend de petites entreprises de produits alimentaires (beurre, traitement du poisson), de travail des métaux et des ateliers de réparation automobile et de machines agricoles.